# Ахмет Ертеюн
Ахмет Ертеюн (Ahmet Ertegün) е американски бизнесмен от турски произход, автор на песни и филантроп.
Най-добре познат е като основателя и президента на Атлантик Рекърдс, както и на музикален продуцент и промотър на много водещи ритъм енд блус и рок музиканти. Пише класически блус и поп песни и е председател на Залата на славата на рокендрола.
Има широк принос за укрепването на връзките между САЩ и Турция. Заема поста председател на Американско-турското общество в продължение на 20 години, до смъртта си. Освен това е съосновател на футболен клуб „Ню Йорк Космос“, участващ в Северноамериканската футболна лига.